# Listă de filme australiene din 2001
Aceasta este o listă de filme australiene din 2001:

## Lista
| Titlu                                   | Regizor             | Actori | Gen             | Note                                       |
| --------------------------------------- | ------------------- | --- | --------------- | ------------------------------------------ |
| The Bank                                | Robert Connolly     | David Wenham, Anthony LaPaglia, Sibylla Budd |                 |                                            |
| Big Shots                               | Steven Mayas        | | Comedie         | IMDb                                       |
| Black Chicks Talking                    | Leah Purcell        | Deborah Mailman | Documentar      | IMDb                                       |
| Blue Neon                               | Matt Bird           | John van Rooyen, Boyd Britton, Petra Lane, Nadia Townsend, John Marsh                                                                                         | Thriller        | IMDb                                       |
| Charlotte Gray                          | Gillian Armstrong   | Cate Blanchett, James Fleet, Abigail Cruttenden |                 |                                            |
| Crocodile Dundee in Los Angeles         | Simon Wincer        | Paul Hogan, Linda Kozlowski, Jere Burns |                 |                                            |
| Cubbyhouse                              |                     | |                 |                                            |
| Dalkeith                                |                     | |                 |                                            |
| Den                                     | Greg Arce           | Greg Arce, Stephanie Rettig, Lee Schall, Dana J. Ryan, Sabrina O'Neil                                                                                         | Thriller        | IMDb                                       |
| The Diaries of Vaslav Nijinsky          |                     | |                 |                                            |
| Different Shades of Pink                |                     | |                 |                                            |
| Don't Say a Word                        |                     | |                 | USA/AUS co-producție                       |
| Elixir                                  |                     | |                 |                                            |
| Facing the Music                        |                     | |                 |                                            |
| He Died with a Felafel in His Hand      |                     | |                 |                                            |
| Hildegarde                              |                     | |                 |                                            |
| La Spagnola                             | Steve Jacobs        | Lola Marceli, Alice Ansara, Lourdes Bartolomé | Drama           |                                            |
| Lantana                                 | Ray Lawrence        | Anthony LaPaglia, Kerry Armstrong, Geoffrey Rush | Drama           | AACTA Award for Best Film                  |
| Last Mail from Birdsville               |                     | |                 |                                            |
| The Last Secret                         |                     | |                 |                                            |
| Let's Get Skase                         | Matthew George      | Lachy Hulme, Alex Dimitriades, Craig McLachlan | Comedy          |                                            |
| Like It Is                              |                     | |                 |                                            |
| Living with Happiness                   |                     | |                 |                                            |
| Local Dive                              |                     | |                 |                                            |
| Looking for Horses                      |                     | |                 |                                            |
| Losing Layla                            |                     | |                 |                                            |
| Lotto                                   |                     | |                 |                                            |
| Low Fat Elephants                       |                     | |                 |                                            |
| Mamadrama: The Jewish Mother in Cinema  |                     | |                 |                                            |
| Mallboy                                 | Vincent Giarrusso   | Kane McNay, Nell Feeney-Connor, Brett Swain, Maxie Rickard, Sarah Naumoff, Ryan Paine, Brett Tucker, Sheryl Munks, Vincent Gil, Jo Kennedy, Damien Richardson |                 |                                            |
| Man Down                                |                     | |                 |                                            |
| The Man Who Sued God                    | Mark Joffe          | Billy Connolly Judy Davis Emily Browning | Comedy          |                                            |
| Martin Four                             |                     | |                 |                                            |
| Matter of Life                          |                     | |                 |                                            |
| Melancholy                              |                     | |                 |                                            |
| Moloch                                  |                     | |                 |                                            |
| Moulin Rouge!                           | Baz Luhrmann        | Nicole Kidman, Ewan McGregor, Jim Broadbent |                 | Entered into the 2001 Cannes Film Festival |
| Mr. Wasinski's Song                     |                     | |                 |                                            |
| Much Ado About Something                |                     | |                 |                                            |
| Mullet                                  | David Caesar        | Ben Mendelsohn, Susie Porter |                 |                                            |
| Murder Landscapes                       |                     | |                 |                                            |
| My Mother India                         |                     | |                 |                                            |
| My Old China                            |                     | |                 |                                            |
| Neophytes and Neon Lights               | Shane T. Hall       | Matt Doran | Science Fiction |                                            |
| The New Crusaders                       |                     | |                 |                                            |
| Night Trade                             |                     | |                 |                                            |
| The Old Man Who Read Love Stories       |                     | |                 |                                            |
| One Night the Moon                      | Rachel Perkins      | Paul Kelly, Kaarin Fairfax, Memphis Kelly, Kelton Pell, Ruby Hunter, Chris Haywood, David Field                                                               |                 |                                            |
| One Step Closer                         |                     | |                 |                                            |
| The Other Son                           |                     | |                 |                                            |
| Una Passione adatta                     |                     | |                 |                                            |
| Picture Perfect                         |                     | |                 |                                            |
| Pink Pyjamas                            |                     | |                 |                                            |
| The Pitch                               |                     | |                 |                                            |
| Remembering Country                     |                     | |                 |                                            |
| Rogue                                   |                     | |                 |                                            |
| Rooms for Rent                          |                     | |                 |                                            |
| Rubber Gloves                           |                     | |                 |                                            |
| Rushing to Sunshine: Seoul Diaries      |                     | |                 |                                            |
| Russian Doll                            |                     | |                 |                                            |
| Saving Silverman                        |                     | |                 |                                            |
| S-Crash                                 |                     | |                 |                                            |
| The Secret Safari                       |                     | |                 |                                            |
| Seek & Ye' Shall Find                   |                     | |                 |                                            |
| Serenades                               |                     | |                 |                                            |
| Show Me Your Pic                        |                     | |                 |                                            |
| Silent Partner                          |                     | |                 |                                            |
| Slipper                                 |                     | |                 |                                            |
| The Smell That Killed Him               |                     | |                 |                                            |
| Southern Cross                          |                     | |                 |                                            |
| Speed City                              |                     | |                 |                                            |
| Spudmonkey                              |                     | |                 |                                            |
| Staying Out                             |                     | |                 |                                            |
| Stories & Songs of the People           |                     | |                 |                                            |
| Stud                                    |                     | |                 |                                            |
| Sucker                                  |                     | |                 |                                            |
| Sweet Thing                             |                     | |                 |                                            |
| Tanaka                                  |                     | |                 |                                            |
| Taste                                   |                     | |                 |                                            |
| Teardrops                               |                     | |                 |                                            |
| Tempted                                 |                     | |                 |                                            |
| Tickler                                 |                     | |                 |                                            |
| Tree                                    |                     | |                 |                                            |
| Turn Me On: The History of the Vibrator |                     | |                 |                                            |
| The Upsell                              | Nathan Hill         | | Short comedy    | IMDb                                       |
| Vitalogy                                |                     | | Short           |                                            |
| The Walk                                | Carlotta Moye       | |                 | IMDb                                       |
| Walnut & Honeysuckle                    | Lucinda Clutterbuck | | Animație scurtă | IMDb                                       |
| When Strangers Appear                   | Scott Reynolds      | | Acțiune drama   | IMDb                                       |
| WillFull                                |                     | |                 |                                            |
| Wonderboy                               |                     | |                 |                                            |
| Woodstock for Capitalists               |                     | |                 |                                            |
| Yarrabah Teenagers                      | Judi Levine         | | Documentar      | IMDb                                       |
| Yolngu Boy                              | Stephen Johnson     | | Drama           | IMDb                                       |